# Giovanni Garzia Millini
Giovanni Garzia Millini (né en 1562 à Florence en Toscane, et mort le 2 octobre 1629 à Rome), est un cardinal italien de l'Église catholique de la XVIIe siècle, nommé par le pape Paul V. Il est un neveu du cardinal Giambattista Castagna, le futur pape Urbain VII, par sa mère. D'autres cardinaux de la famille sont Giovanni Battista Mellini (1476), Savo Millini (1681) et Mario Millini (1747).

## Biographie
Giovanni Garzia Millini est auditeur à la Rote romaine. Il est élu archevêque titulaire de Colosses (de) en 1605 et envoyé comme nonce apostolique en Espagne.
Le pape Paul V le crée cardinal lors du consistoire du 11 septembre 1606. En 1607 il est transféré au diocèse d'Imola. Le cardinal Millini est vicaire général de Rome, secrétaire de l'Inquisition et camerlingue du Sacré Collège en 1623-1625.
Il participe au conclave de 1621, lors duquel Grégoire XV est élu pape et au conclave de 1623 (élection d'Urbain VIII).

## Succession apostolique
Giovanni Garzia Millini a ordonné les évêques suivants :
- Évêque Giovanni Giacomo Macedonio (en) (1608)
- Évêque Paolo Emilio Sammarco (en) (1609)
- Évêque Giambattista Visconti (en), O.S.A. (1609)
- Évêque Lodovico Magio (en) (1609)
- Évêque Antonio Albergati (en) (1609)
- Évêque Vincenzo Napoli (it) (1609)
- Évêque Pietro Bastoni (en) (1611)
- Évêque Andrea Pierbenedetti (en) (1611)
- Évêque Rodolfo Paleotti (en) (1611)
- Évêque Francesco Piccolomini (it) (1611)
- Évêque Cosimo Dossena (en), B. (1612)
- Évêque Lorenzo Landi (en) (1612)
- Archevêque Guillaume d'Hugues, O.F.M.Conv. (1612)
- Évêque Ludovico Sarego (en) (1612)
- Cardinal Ottavio Ridolfi (1612)
- Cardinal Francesco Cennini de' Salamandri (1612)
- Évêque Ennio Filonardi (it) (1612)
- Évêque Giuliano Castagnola (en) (1612)
- Évêque Fulvio Tesorieri (en) (1612)
- Évêque Selvaggio Primitelli (en) (1613)
- Évêque Giovanni Battista de Aquena (en) (1613)
- Évêque Muzio Vitali (en) (1613)
- Archevêque Curzio Cocci (en) (1614)
- Évêque Ottaviano Garzadori (en) (1614)
- Évêque Francesco Diotallevi (en) (1614)
- Évêque Andrea Giustiniani (en), O.P. (1614)
- Évêque Scipione Pasquali (en) (1615)
- Archevêque Girolamo Pignatelli (en), C.R. (1615)
- Évêque Vincenzo Periti (en) (1615)
- Évêque Giovanni Antonio Galderisi (en) (1616)
- Évêque Achille Caracciolo (en) (1616)
- Évêque Michelangelo Seghizzi (en), O.P. (1616)
- Évêque Girolamo Ricciulli (en) (1616)
- Évêque Lelio Veterano (en) (1616)
- Évêque Vincenzo Agnello Suardi (it) (1616)
- Évêque Innico Siscara (en) (1616)
- Évêque Petrus Katich (en) (1618)
- Évêque García Gil Manrique (en) (1618)
- Archevêque Andrea Mastrillo (en) (1618)
- Archevêque Francisco Romero (it), O.Carm. (1618)
- Évêque Zaccaria della Vecchia (en) (1618)
- Évêque Giulio Monterenzi (en) (1618)
- Évêque Rafael Ripoz (en), O.P. (1618)
- Évêque Francesco Maria Abbiati (en), C.R.L. (1618)
- Archevêque Jerónimo Venero Leyva (en) (1620)
- Évêque Giovanni Battista de Asti (en), O.S.A. (1620)
- Évêque Paolo Arese, C.R. (1620)
- Évêque Germanicus Mantica (en) (1620)
- Évêque Tommaso Ximenes (en) (1620)
- Évêque Francesco Trivulzio (en) (1621)
- Évêque Silvestro Andreozzi (en) (1621)
- Évêque Cristoforo Memmolo (en), C.R. (1621)
- Archevêque Bernardo Florio (en), O.Cruc. (it) (1621)
- Évêque Paulus Pucciarelli (en), O.P. (1621)
- Archevêque Marco Antonio Quirino (en), O.Cruc. (1622)
- Évêque Benedetto Baaz (en) (1622)
- Évêque Álvaro de Mendoza (it), O.F.M. (1622)
- Évêque Diego Merino (en), O.Carm. (1623)
- Archevêque Giovanni Lopez de Andrade (en), O.S.A. (1623)
- Archevêque Giulio Antonio Santoro (en) (1624)
- Évêque Diego Cabeza de Vaca (it) (1624)
- Évêque Onorio de Verme (en) (1624)
- Évêque Elias Marini (en), O.F.M.Obs. (1624)